# Minnesbank
En minnesbank är en eller flera anslutningar eller socklar för minnesmoduler i en dator. Då man installerar minne (främst på äldre datorer) måste man för det mesta fylla en hel minnesbank med minnesmoduler.